# Љубов Орлова
Љубов Петровна Орлова (рус. Лубовь Петровна Орлова; Звенигород, 29. јануар [11. фебруара] 1902 — Москва, 26. јануара 1975) била је прва призната звијезда совјетске кинематографије, позната позоришна глумица, пјевачица, плесачица и пијанисткиња.

## Живот и каријера
Рођена је у породици руских племића у Звенигороду, близу Москве, а одрасла је у Јарослављу. Њен отац Петар Федорович Орлов (1867-1938) служио је у војсци. Мајка Евгенија Николајевна Сухотина (1878-1945) потицала је из старе племићке породице. 
Када је имала седам година, Фјодор Иванович је предвидио њену будућност славне глумице. Студирала је на Московском конзерваторијуму, али није дипломирала јер је морала да ради и издржава своје родитеље. Њен први супруг, совјетски економиста, Андреј Берзин, ухапшен је 1930. Међутим, то није утицало на њену каријеру.
1933. године упознала је младог режисера Григорија Александрова, који је тражио глумце за његов филм "Весели момци" (1934), и удала се за њега. Њеним перформансом у овој комедији, веома популарној у СССР-у, стекла је симпатије Стаљина и титулу "Почасни глумац СССР-а".
У наредних неколико година глумила је у четири популарна филма који су такође постали тренутни совјетски класици: Циркус (1936), Волга-Волга (1938), Тања (1940) и Прољеће (1947). Добила је Стаљинову награду 1941. Године 1950., постала је прва жена која је титулу "Народне умјетнице СССР-а" добила искључиво за своје филмске радове. Након тога прешла је на играње у позоришним представама продукције Јурија Завадског.

## Наслеђе
Мала планета, 3108 Љубав, коју је 1973. открио совјетски астроном Људмила Журављева, добила је име по њој. Брод за крстарење, назван по њој, саградио је Совјетски Савез у Југославији 1976. године за експедиције на Антарктику и Арктичком кругу.  

## Изабрана филмографија
- 1934 - Ноћ у Петерсбургу
- 1934 - Весели момци
- 1936 - Циркус
- 1938 - Волга-Волга
- 1940 - Тања
- 1943 - Породица
- 1947 - Прољеће(специјална награда за женску улогу, на Филмском фестивалу у Венецији)
- 1950 - Састанак на Елби
- 1950 - Мусоргски
- 1952 - Композитор Глинка
- 1960 - Руски сувенир